# Tokelauà
El tokelauà és una llengua austronèsia parlada per unes 1.700 persones dels esculls de Tokelau. És un membre de la família de les llengües samoiques. És juntament amb l'anglès la llengua oficial de Tokelau. A més, a més de la població tokelana és parlat per aproximadament uns 2.900 tokelauans expatriats a Nova Zelanda.
El tokelauà és intel·ligible amb el tuvalià, la principal llengua de l'arxipèlag veí de Tuvalu. Té també similituds marcades amb el Niuafo'ou de Tonga.
En Loimata Iupati, director d'educació de Tokelau, està traduint la Bíblia de l'anglès al tokelauà.